# Савудрийский маяк
Савудрийский маяк (хорв. Svjetionik Savudrija) — маяк на мысе Лако, близ хорватской деревни Савудрия, расположенной на полуострове Истрия. Маяк был возведён в 1818 году, что делает его старейшим маяком на восточном побережье Адриатического моря.
Большинство бывших технических построек, примыкающих к маяку являются туристической достопримечательностью и открыты для посещения, в то время как сам маяк продолжает функционировать и доступен лишь для членов его команды.

## История
Историю постройки Савудрийского маяка связывают с легендой, согласно которой приказ о его возведении отдал министр иностранных дел Австро-Венгрии граф Клеменс фон Меттерних, желавший таким образом отдать честь «красивой хорватке с длинными, волнистыми, чёрными волосами», в которую граф был влюблён. Однако, согласно той же легенде, Меттерних так и не смог при жизни увидеть завершение строительства маяка, так как он «умер от пневмонии». Каких-либо свидетельств, подтверждающих эту легенду в исторических источниках обнаружено не было.
На самом же деле, инициатива строительства маяка в Савудрии исходила от императора Австрии Франца I, который в 1816 году приказал построить маяки вдоль побережья Истрии в местах, которые считались наиболее подходящими для возведения таких построек, чтобы защитить корабли, следовавшие в Триест, от посадки на мель близ побережья. Бремя руководства строительством маяка взяла на себя Триестская торговая биржа, члены которой поручили австро-венгерскому архитектору Пьетро Нобиле создать проект будущего маяка. После того, как Нобиле представил биржевому комитету чертежи, близ деревни Савудрия биржей был выкуплен земельный участок площадью 9561,6 м². Вслед за этим был построен деревянный макет осветительного прибора для будущего маяка в натуральную величину, который отправили на отливку в цеха Австрийского Королевского чугунолитейного завода, в то время как для создания остекления были привлечены мастера из Мурано. В качестве источника света для маяка в сентябре 1817 года была выбрана установка из сорока Аргандовых ламп, работающих на природном газе, для чего в проект Нобиле были внесены изменения, включающие в себя пристройку к маяку нескольких помещений, в которых должны были располагаться газоперегонные установки, подрядчиком строительства коих выступил артиллерийский офицер Антон Домек.
Маяк высотой в 19 метров был достроен в апреле 1818 года и начал свою работу в ночь с 17 на 18 число того же месяца, что делает его старейшим маяком в Хорватии и вторым по старшинству маяком на Адриатике. По утверждению некоторых источников, на открытии маяка лично присутствовал император Франц I, посещавший в тот момент времени Триест и Далмацию, однако в протокольных документах монарха сведений о посещении маяка или окрестностей Савудрии не найдено. На протяжении 100 лет после введения в эксплуатацию маяк постоянно модернизировался и перестраивался, например в ходе реконструкции 1870 года были установлены новый фонарный купол и система освещения Френеля, в 1874 году на маяке был впервые установлен туманный сигнал, а в 1899 году был реконструирован причал, примыкающий к маяку. После Первой мировой войны итальянские власти намеревались снести маяк в Савудрии, однако вскоре изменили свои планы. Во время Второй мировой войны маяк сменил своё название на итальянское: «Пунта Сальворе» (итал. Punta Salvore). В конце войны маяк был заминирован немецкими военнослужащими, однако разрушения удалось избежать.
В связи с развитием технического прогресса, в использовании большинства построек технического назначения, расположенных рядом с маяком, пропала необходимость и они были переоборудованы под нужды туристической отрасли. Несмотря на свободный доступ к площадке маяка и некоторым его постройкам, двери самого маяка не открыты для всех желающих, так как он и по сей день используется по назначению.